# Koperkleurige langsprietmot
De koperkleurige langsprietmot (Nemophora cupriacella) is een nachtvlinder uit de familie van de langsprietmotten (Adelidae). 
De spanwijdte bedraagt tussen de 13 en 16 millimeter. De soort is moeilijk op naam te brengen.

## Levenscyclus
De koperkleurige langsprietmot heeft blauwe knoop, duifkruid en mogelijk beemdkroon als waardplanten. De vliegtijd is van eind juni tot en met juli.

## Voorkomen
De koperkleurige langsprietmot komt voor in een groot deel van Europa. In Nederland is de soort zeldzaam, vooral in het noorden van Twente wordt de soort gezien. In België is het een zeer zeldzame soort met waarnemingen vooral van voor 1980. Recent is de soort herontdekt in de provincie Namen. 